# Болтон, Мэттью
Мэттью Болтон (3 сентября 1728 — 17 августа 1809 г.г.) — английский промышленник и деловой партнёр шотландского инженера Джеймса Уатта. В последней четверти XVIII века партнёры выпустили сотни паровых машин «Болтона и Уатта», которые были огромным шагом вперёд для того времени: их создание сделало возможной механизацию заводов и фабрик. Болтон применял современные методы для чеканки монет, выпуская миллионы штук для Великобритании и других стран (наряду с частными токенами, служившими в Британии суррогатной мелочью), и снабжал Королевский монетный двор самым современным на то время оборудованием.
Родился в Бирмингеме, Англия, в 1728 году. Болтон был сыном бирмингемского изготовителя малых металлических изделий, который умер, когда Болтону был 31 год. К этому времени Болтону удалось создать свой бизнес в течение нескольких лет, а затем значительно расширить его, консолидировав все операции в мануфактуре Сохо, построенной им близ Бирмингема. В Сохо он вводил в производство новейшие технологии, куда входило изготовление серебряных пластин, золочёной бронзы и других предметов декоративно-прикладного искусства. Он стал ассоциироваться с Джеймсом Уаттом, когда деловой партнёр Уатта, Джон Робак, не смог выплатить долг Болтону, который принял доля Робака в патентах Уатта как компенсацию. Затем он успешно лоббировал в парламенте продление патента Уатта ещё на 17 лет, что позволило компании выпустить на рынок паровую машину Уатта. Компанией были установлены сотни паровых машин «Болтона и Уатта» в Британии и за рубежом, сначала в шахтах и затем на заводах.
Болтон был одним из ключевых членов так называемого Лунного общества — группы мужчин из области Бирмингема, известных в области искусства, науки и теологии. Среди его членов были Уатт, Эразм Дарвин, Джозайя Уэджвуд и Джозеф Пристли. Члены общества встречались каждый месяц в полнолуние. Члены общества получили кредит на разработку концепций и методов в науке, сельском хозяйстве, производстве, горной промышленности и транспорте, которые заложили основу для промышленной революции.
Болтоном был основан монетный двор Сохо, к которому он вскоре адаптировал энергию пара. Он стремился улучшить плохое состояние монет Великобритании и после нескольких лет усилий получил контракт в 1797 году для чеканки первых британских медных монет за четверть века. Его монеты были хорошо спланированы и трудно подделываемы; первый выпуск включал большие медные британские пенни, который продолжал чеканиться до децимализации в 1971 году. Вышел в отставку в 1800 году, хотя и продолжал вести свой монетный двор, и умер в 1809 году. Его портрет вместе с портретом Джеймса Уатта присутствует на банкноте в 50 фунтов банка Англии.

## Память
Памятник Мэтью Болтону, Джеймсу Уатту, Уильяму Мёрдоку в Бирмингеме.

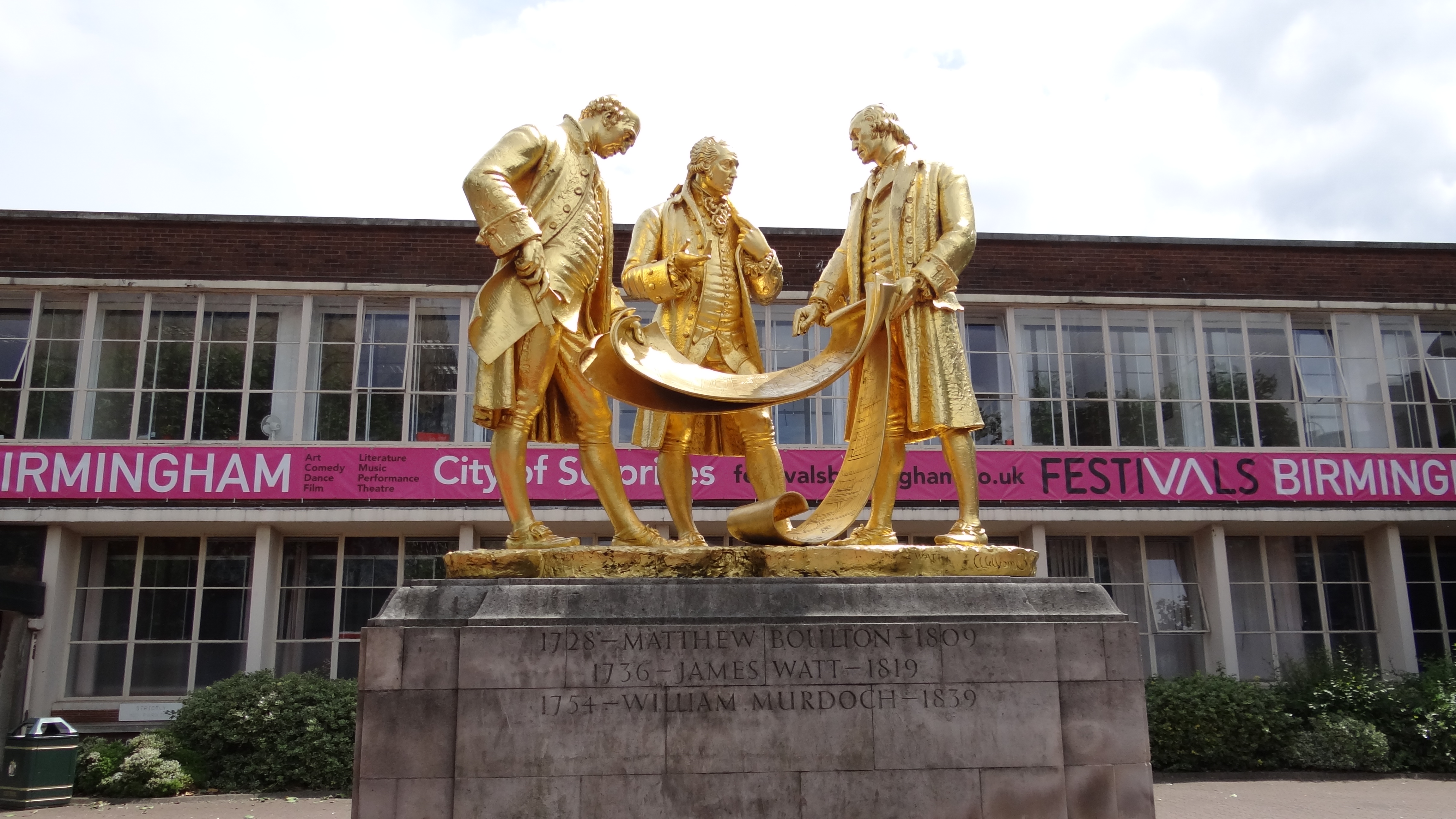

.